# Reginald Baker
Reginald Leslie Baker (Surry Hills, Nueva Gales del Sur, 8 de febrero de 1884-Hollywood, California, 2 de diciembre de 1953) fue un deportista y empresario australiano. Desde muy joven practicó equitación, natación, rugby, remo y críquet; de hecho, se estima que a lo largo de su vida experimentó al menos 29 disciplinas deportivas. En 1902, como parte del regimiento New South Wales Lancers, continuó sus actividades atléticas y ese mismo año debutó en el boxeo, llegando a ganar títulos amateurs en peso mediano y pesado. 
En 1906 viajó a Inglaterra para tratar de obtener un cetro de la Asociación de Boxeo Amateur de Inglaterra (ABA), pero enfermó y sus intenciones se vieron frustradas. Sin embargo, representando a Australasia, pudo participar en los Juegos Olímpicos de Londres 1908 en tres deportes: natación, salto y boxeo, marca histórica para alguien de su nacionalidad. En el pugilato obtuvo una medalla de plata en la categoría de peso medio, perdiendo la final frente a John Douglas por decisión, la única vez que fue derrotado en esta disciplina.
A través de los años, ha existido polémica en cuanto a la pelea sostenida entre Douglas y Baker. Este afirmó en una entrevista de 1952 que el padre de su rival —en ese entonces presidente de la ABA— ejerció como juez; y otras fuentes aseveran que, a manera de revancha, ambos se enfrentaron a puño limpio días después del combate en una cena del London National Sporting Club donde Baker habría ganado. Tales versiones son desmentidas por medios ingleses.
Cuando retornó a su país abrió un gimnasio, fundó una revista y publicó un libro, siempre relacionados con temas deportivos. Asimismo, adquirió estadios donde organizó eventos boxísticos. En 1919, una vez el boxeo decayó en popularidad, ingresó al mundo del cine y actuó en algunas producciones. Hacia 1920 se mudó  a los Estados Unidos y fue productor de películas, pero se dio a conocer más como instructor de habilidades atléticas de estrellas del cine, de manera similar como lo hizo su viejo rival John Douglas. Baker era conocido como Snowy por su tenue cabellera rubia.